# Universität für Musik und darstellende Kunst Wien
Universität für Musik und darstellende Kunst Wien (Univerzita hudebních a dramatických umění ve Vídni) je jednou z největších a nejstarších vysokých škol tohoto typu ve světě. 

## Historie
Charitativní koncert uspořádaný rakouskými šlechtičnami v roce 1812 vedl k založení Společnosti přátel hudby s cílem rozšířit hudební vzdělání ve společnosti. V roce 1817 tak byla založena Konzervatoř Společnosti přátel hudby (Konservatorium der Gesellschaft der Musikfreunde). Měla být koncipována podle vzoru Pařížské konzervatoře, ale pro nedostatek finančních prostředků začínala pouze jako pěvecká škola. Prvním jejím ředitelem se stal Antonio Salieri. V roce 1819 byla zásluhou tehdejšího ředitele houslisty Josepha Böhma, rozšířena její výuka o smyčcové nástroje a konečně v roce 1827 již mohla nabídnout výuku většiny orchestrálních nástrojů.
Velmi problematické bylo financování školy. Přestože byly v roce 1829 zavedeny studijní poplatky, ocitla se konzervatoř v roce 1837 na pokraji bankrotu. Zasáhl stát a poskytoval škole podporu až do roku 1848. V této politicky nestabilní době svoje financování přerušil a škola byla prakticky až do roku 1851 uzavřena. Pak vzal stát a město financování školy plně do svých rukou, ale až do roku 1909 si zakladatelská Společnost přátel hudby udržovala kontrolu nad výukou. 1. ledna 1909 byla škola zcela zestátněna a přejmenována na Akademii hudebních a dramatických umění (Akademie für Musik und darstellende Kunst).
Po připojení Rakouska k nacistickému Německu 12. března 1938 odešlo ze školy z rasových důvodů mnoho pedagogů i studentů. V roce 1941 se Akademie změnila na Říšskou vysokou školou (Reichshochschule). Po skončení 2. světové války se škola znovu stala státní Akademií a v procesu denacifikace odešlo na 40 pedagogů. Zákonnými úpravami z let 1970 a 1998 škola konečně získala statut univerzity a svůj dnešní název.

## Současnost
Univerzita má 24 oddělení umístěných ve 20 budovách Vídně, které se často nacházejí v historických a architektonicky cenných lokalitách. Pokrývá široké spektrum uměleckých oborů od klasické i moderní hudby, přes dramatické obory, film, uměleckou pedagogiku až k vědeckým a výzkumným činnostem. 
Univerzita má více než 800 pedagogů a studuje na ní cca 3 000 studentů. V průběhu roku pořádá více než 1000 koncertů, divadelních a operních představení, symposií, výstav, filmových představení i multidiscipilárních vystoupení.

### Studijní směry
- Skladba a hudební teorie
- Dirigování
- Hudební režie, zvuková technika
- Instrumentální studium
- Chrámová hudba
- Hudební pedagogika
- Režie hudebních divadel
- Dramatické umění
- Film a televize
- Doktorandské studium

### Univerzitní ústavy
- Institut für Komposition und Elektroakustik
- Institut für Musikleitung
- Institut für Analyse,Theorie und Geschichte der Musik
- Institut für Tasteninstrumente (Podium/Konzert)
- Institut für Streich- und andere Saiteninstrumente (Podium/Konzert)
- Leonard Bernstein Institut für Blas- und Schlaginstrumente
- Joseph Haydn Institut für Kammermusik und Spezialensembles
- Institut für Orgel, Orgelforschung und Kirchenmusik
- Institut für Gesang und Musiktheater
- Institut für Schauspiel und Schauspielregie (Max Reinhardt Seminar)
- Institut für Film und Fernsehen (Filmakademie Wien)
- Institut für Musikpädagogik
- Institut für Musik- und Bewegungserziehung sowie Musiktherapie
- Institut für Musikalische Stilforschung
- Institut für Popularmusik
- Institut Ludwig van Beethoven (Tasteninstrumente in der Musikpädagogik)
- Hellmesberger – Institut (Streich- u. andere Saiteninstr. i. d. Musikpädagogik)
- Institut Franz Schubert (Blas- und Schlaginstrumente in der Musikpädagogik)
- Institut Antonio Salieri (Gesang in der Musikpädagogik)
- Institut Anton Bruckner (Musiktheorie, Gehörbildung, Ensembleleitung)
- Institut für Volksmusikforschung und Ethnomusikologie
- Institut für Wiener Klangstil (Musikalische Akustik)
- Institut für Musiksoziologie
- Institut für Kulturmanagement und Kulturwissenschaft (IKM)

## Pedagogické osobnosti
- Joseph Böhm
- Anton Bruckner
- Josef Dachs
- Julius Epstein
- Robert Fischhof
- Robert Fuchs
- Alfred Grünfeld
- Joseph Hellmesberger
- Josef Krips
- Ferdinand Löwe
- Joseph Marx
- Joseph Merk
- Anna Pessiak-Schmerling
- Erwin Ratz
- Max Reinhardt
- Hilde Rössel-Majdan
- Antonio Salieri
- Emil von Sauer
- Franz Schalk
- Arnold Schoenberg
- Franz Schmidt
- Franz Schreker
- Otmar Suitner
- Hans Swarowsky
- Luise Walker

## Známí absolventi školy
| - Claudio Abbado - Barbara Albert - Peter Alexander - Christian Altenburger - Maria Andergast - Walter Samuel Bartussek - Johanna Beisteiner - Erwin Belakowitsch - Achim Benning - Denise Benda - Zsófia Boros - Thomas Brezinka - Florian Brüning - Rudolf Buchbinder - Friedrich Cerha - Gabriel Chmura - Mimi Coertse - Donald Covert - Lukas David - Yoram David - Jacques Delacôte - Jörg Demus - Helmut Deutsch - Johanna Doderer - Iván Eröd - Karlheinz Essl - Matthias Fletzberger - Sabrina Frey - Beat Furrer - Rudolf Gamsjäger - Raoul Gehringer - Nicolas Geremus - Wolfgang Glück | - Wolfgang Glüxam - Eugen Gmeiner - Walter Goldschmidt - Stefan Gottfried - Friedrich Gulda - Robert Gulya - Ingomar Grünauer - Christoph Haas - Georg Friedrich Haas - Bohumír Halouzka - Hans Hammerschmid - Gottfried Hemetsberger - Johannes Hiemetsberger - Robert Holl - Hans Holt - Nora Houfová - Mariss Jansons - Leo Jaritz - Mariama Djiwa Jenie - Thomas Jöbstl - Thomas Kakuska - Marek Keprt - Bijan Khadem-Missagh - Angelika Kirchschlager - Hermann Killmeyer - Patricia Kopatchinskaja - Leon Koudelak - Bojidara Kouzmanova - Tina Kordić - Klaus Kuchling - Rainer Küchl - Gabriele Lechner - Wolf Lotter | - Maciej Łukaszczyk - Gustav Mahler - Edith Mathis - Zubin Mehta - Tobias Moretti - Barbara Moser - Tomislav Mužek - Helmut Neumann - Josef Niederhammer - Arthur Nikisch - Ernst Ottensamer - Erwin Ortner - Rudolf Pacik - Harry Pepl - Günter Pichler - Josephine Pilars de Pilar - Peter Planyavsky - Stefanie Alexandra Prenn - Armando Puklavec - Carole Dawn Reinhart - Gerald Reischl - Wolfgang Reisinger - Erhard Riedlsperger - Konstantin Reymaier - Jhibaro Rodriguez - Hilde Rössel-Majdan - Michael Radanovics - Sophie Rois - Gerhard Rühm - Kurt Rydl - Clemens Salesny - Heinz Sandauer - Klaus-Peter Sattler | - Wolfgang Sauseng - Nikolaus Schapfl - Agnes Scheibelreiter - Heinrich Schiff - Michael Schnitzler - Peter Schuhmayer - Christian W. Schulz - Wolfgang Schulz - Ulrich Seidl - Frederick C. Schreiber - Kurt Schwertsik - Ulf-Diether Soyka - Christian Spatzek - Arben Spahiu - Götz Spielmann - Othmar Steinbauer - Hermann Sulzberger - Roman Summereder - Hans Swarowsky - Jenő Takács - Nayden Todorov - Wolfgang Tomböck - Karolos Trikolidis - Mitsuko Uchida - Timothy Vernon - Eva Vicens - Annette Volkamer - Johanna Wokalek - Adolf Wallnöfer - Gregor Widholm - Bruno Weil - Hermann Wlach - Paul Zauner | - Alexander von Zemlinsky - Herbert Zipper |